# تد کلتون آگاسون
تد کلتون آگاسون (انگلیسی: Ted Kelton Agasson؛ زادهٔ ۳۱ اوت ۱۹۷۳) بازیکن فوتبال اهل فرانسه است.
از باشگاه‌هایی که در آن بازی کرده‌است می‌توان به باشگاه ورزشی آوش، باشگاه فوتبال سن-اتین، باشگاه فوتبال لیل، باشگاه فوتبال ستاره سرخ، و باشگاه ورزشی فارنسی اشاره کرد.